# 石浦正寛
石浦 正寛（いしうら まさひろ、1949年2月10日 - ）は、日本の生物学者。学位は、理学博士（大阪大学・論文博士・1978年）。専門はナノ生物学・ゲノム機能学。名古屋大学名誉教授。京都府京都市出身。

## 来歴
1971年、金沢大学理学部生物学科卒業、1973年、大阪大学大学院理学研究科修士課程生理学専攻修了、1976年、大阪大学理学研究科博士課程修了、1978年、理学博士（大阪大学）「Biochemical studies on the functions of cytoplasmic actin in non-muscle cells(非筋細胞におけるアクチン機能の生化学的研究)」。
1977年、大阪大学微生物研究所動物ウイルス部助手、1979年、基礎生物学研究所細胞融合部門助手。1995年、名古屋大学理学部生物学科助教授。1999年、名古屋大学遺伝子実験施設教授。2004年、名古屋大学遺伝子実験施設長・教授。2013年、名古屋大学名誉教授。
時計タンパク質の形や機能を原子レベルで解明することで生物時計の分子機構を解明する研究や、その研究を通じた分析機器の開発等を行っている。共同研究者に、名古屋大学大学院理学研究科教授で紫綬褒章を受章した近藤孝男がいる。

## 受賞
- 1999年 第7回木原記念財団学術賞[1]（近藤孝男との共同受賞）
- 2004年 日本遺伝学会第76回大会Best Papers賞[1]
- 2011年 日本遺伝学会木原賞[1]（近藤孝男との共同受賞。研究テーマは「藍色細菌と植物の生物時計の分子遺伝学的研究：時計分子装置のリアルタイム測定、構造、機能」）